# Дворец на спорта (Киев)
Киевският дворец на спорта е най-големият закрит спортен комплекс в Киев, столицата на Украйна.
В наши дни се използва за спортни събития, концерти, изложби и конгреси. Едноименното акционерно дружество е сред основателите на Киевския международен изложбен център.
В обекта са проведени 16 световни първенства, 30 европейски първенства, 42 съветски първенства, 440 турнири, 210 изложби, повече от 4000 концерта, 20 семинари и конференции.

## История
Киевският дворец на спорта е построен от архитектите Михайло Гречина и Олексий Заваров. Комплексът е тържествено открит на 9 декември 1960 година.
В периода от 1981 до 1982 г. дворецът е напълно реновиран, което позволява модернизация на осветлението, промяна на интериора, нови съблекални за спортистите.
След разпадането на Съветския съюз и прехода към пазарна икономика става независимо предприятие. През 1992 г. персоналът придобва правото на отдаване под наем на целия имот на комплекса. През 1995 г. е реорганизиран като акционерно дружество в частна собственост.

## Важни събития
Комплексът е домакин на песенния конкурс „Евровизия 2005“. В него са изнасяли концерти известни
- изпълнители – Анастейша, Кристина Агилера, Лени Кравиц, Моби, и
- музикални групи – „А-ха“, „Бекстрийт Бойс“, „Блек Айд Пийс“, „Депеш Мод“, „Джъмиръкуай“, „Дийп Пърпъл“, „Мюз“, „Пласибо“, „Расмус“.